# Die Grube und das Pendel

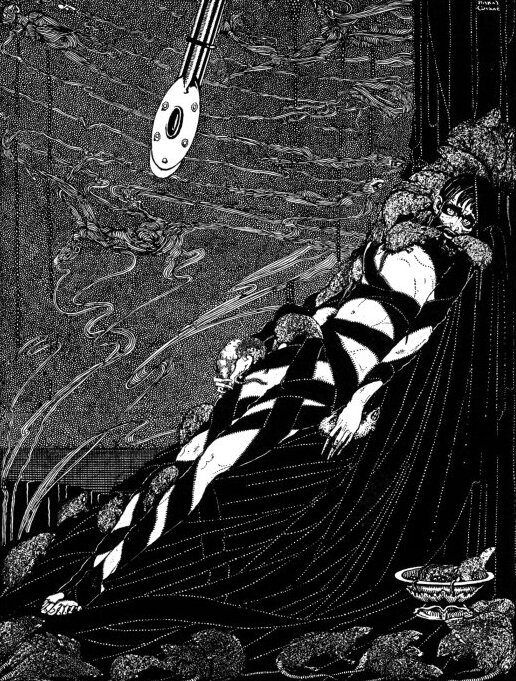
Die Grube und das Pendel, Illustration von Harry Clarke, 1919

Die Grube und das Pendel (auch: Grube und Pendel und Der Brunnen und das Pendel; englisch The pit and the pendulum) ist eine Kurzgeschichte, die von Edgar Allan Poe im Jahre 1842 verfasst und 1843 in The Gift veröffentlicht wurde. Sie handelt von den Qualen, die ein Gefangener der spanischen Inquisition ertragen musste, wobei Poe historische Fakten im Sinne der „Schwarzen Legende“ modifizierte.
Die Geschichte ist im Stil der Horrorliteratur geschrieben und ist dazu geeignet, den Leser in Angst und Schrecken zu versetzen.

## Inhalt
Die Erzählung beginnt mit einem Gerichtsprozess im spanischen Toledo zu Zeiten der spanischen Inquisition. Der Ich-Erzähler (zugleich die Hauptfigur), an dessen Gedanken der Leser teilhat, wird zum Tode verurteilt und fällt daraufhin in Ohnmacht. Nach unbestimmter Zeit erwacht er, auf einem feuchten Steinboden liegend, in einem zunächst völlig dunklen Raum. Nach einiger Zeit im Dämmerzustand, in der der Protagonist sich zwischenzeitlich sogar bereits tot wähnt, mutmaßt er, dass er in einem Verlies tief in den Katakomben Toledos seiner Hinrichtung harren muss, wenn es nicht gar zu seinem Grab wird. Nach einiger Zeit versucht er sich zu orientieren: Er tastet sich an den kalten, glatten Steinmauern seines Gefängnisses entlang, bis er zu seinem Anfangspunkt zurückkehrt und schätzt den Gesamtumfang des stark verwinkelten Raums auf 50 Yards. Anschließend versucht er, den Raum zu durchqueren. Dabei stolpert er und fällt längs mit dem Gesicht voran auf den Boden. Da nur das Kinn den Boden berührt, nicht aber Lippen oder Stirn, vermutet er, dass in der Raummitte ein Schacht senkrecht in die Tiefe führt. Mit Hilfe eines Steins, den er in den runden Schacht fallen lässt, versucht er, dessen Tiefe zu ergründen. Es stellt sich heraus, dass sich weit unter ihm am Grund des Schachts Wasser befindet, und der Protagonist erkennt, dass sein Stolpern seinen Tod durch Sturz in diesen Brunnen vermieden hat.
Nach kurzer Stärkung mit etwas Brot und Wasser schläft er ein und bemerkt nach dem Erwachen, dass er sich in der Größe seiner Zelle geirrt haben muss: Ihr Umfang beträgt nur noch 25 Yards, der Grundriss ist ein Viereck. Zudem hat man ihn während des Schlafes festgebunden. Nachdem sich die Augen an die Dunkelheit gewöhnt haben, zeichnet sich in der Decke eine Struktur ab, die der Ich-Erzähler als Pendel identifiziert. Die Höhe der Decke schätzt er auf 30 bis 40 Fuß. Ratten tauchen auf, von Fleisch angelockt, das ihm zum Essen in den Kerker gereicht wurde. Wenig später bemerkt er, dass die Decke doch nicht so hoch zu sein scheint, wie anfangs geglaubt. Das offenbar metallene Pendel scheint sehr groß und schwer zu sein.
Der Erzähler erkennt nun, dass man augenscheinlich einen anderen Weg sucht, um seinem Leben ein Ende zu setzen: In den folgenden Tagen wird deutlich, dass das Pendel, das nun als scharfe, halbmondförmige Klinge erkennbar ist, sich in schwingenden Bewegungen immer weiter herabsenkt, bis schließlich sogar der Geruch seines Stahls wahrnehmbar ist. Der Erzähler befürchtet, vom Pendel früher oder später durchtrennt zu werden. Im letzten Moment kommt ihm die rettende Idee: Er reibt seine Fesseln mit den spärlichen Resten seiner Mahlzeit ein, bevor die Ratten diese ganz beseitigen. Nach einer Schrecksekunde nagen die Ratten an den nun attraktiven Fesseln, bis diese schließlich nachgeben. Das Pendel hat zu diesem Zeitpunkt bereits seine Kleidung auf Höhe seiner Brust zerschnitten.
Das Pendel wird daraufhin wieder nach oben gezogen, und ein schmaler Spalt, durch den Licht ins Innere der Kammer dringt, erscheint. Die Wände der Zelle beginnen plötzlich „wie tausend Augen“ rötlich aufzuglühen. Schnell wird dem Häftling klar, dass man versucht, ihn durch Gluthitze zu töten. Die Wände beginnen, sich aufeinander zu zu bewegen und den Raum zu verengen. Seine Peiniger versuchen, den Erzähler in Richtung Brunnen zu treiben, um ihn dort hineinzustürzen und so die Hinrichtung zu vollziehen. Doch plötzlich weichen die Wände zurück und der Protagonist wird von einem Arm gepackt. Es ist der Arm des Generals Lasalle. Die Geschichte endet mit den Worten: „Die französische Armee war in Toledo eingezogen. Die Inquisition befand sich in den Händen ihrer Feinde.“

## Zeit und Ort
Die Geschichte spielt in Toledo zur Zeit der Besetzung durch die Truppen Napoléon Bonapartes, 1808, während der Napoleonischen Kriege auf der Iberischen Halbinsel. Der General Lasalle ist vermutlich Antoine Charles Louis Lasalle.

## Deutsche Übersetzungen (Auswahl)
- 1861: unbekannter Übersetzer: Der Abgrund und der Pendel. Scheible, Stuttgart.
- 1901: Hedda Moeller und Hedwig Lachmann: Die Foltern. J.C.C. Bruns, Minden.
- 1922: M. Bretschneider: Die Grube und das Pendel. Rösl & Cie. Verlag, München.
- 1922: Gisela Etzel: Wassergrube und Pendel. Propyläen, München.
- 1923: Wilhelm Cremer: Die Grube und der  Pendel. Verlag der Schiller-Buchhandlung, Berlin.
- ca. 1925: Bernhard Bernson: Die Folter. Josef Singer Verlag, Straßburg.
- 1925: unbekannter Übersetzer: Die Grube und der Pendel. Mieth, Berlin.
- ca. 1930: unbekannter Übersetzer: Die Foltern. Fikentscher, Leipzig.
- 1945: Marlies Wettstein: Das Pendel. Artemis, Zürich.
- 1953: Elisabeth Seidel: Grube und Pendel. Dietrich’sche Verlagsbuchhandlung, Leipzig.
- 1959: Fanny Fitting, Walter Hess: Der Brunnen und das Pendel. In: Mord in der Rue Morgue – Geschichten zwischen Tag, Traum und Tod. Rowohlt Taschenbuch Verlag, Hamburg 1959; auch in: Jutta Schmidt-Walk (Hrsg.): Das Rowohlt GRUSEL Lesebuch. Rowohlt Taschenbuch Verlag, Reinbek bei Hamburg 1983, ISBN 3-499-15206-1, S. 7–24.
- 1966: Hans Wollschläger: Grube und Pendel. Walter Verlag, Freiburg i. Br.
- 1989: Otto Weith: Grube und Pendel. Reclams Universal-Bibliothek, Stuttgart.

## Verfilmung und Zitate
Die Geschichte erlebte mehrere Verfilmungen, so etwa:
- 1913: The Pit and the Pendulum von Alice Guy
- 1961: Das Pendel des Todes (The Pit and the Pendulum) von Roger Corman, mit Vincent Price in der Hauptrolle
- 1967 Die Schlangengrube und das Pendel von Harald Reinl
- 1983: Kyvadlo, jáma a naděje (The Pit, the Pendulum and Hope), Kurzfilm von Jan Švankmajer
- 1991: Meister des Grauens (The Pit and the Pendulum) von Stuart Gordon
- 2009: Edgar Allan Poe’s The Pit and the Pendulum von David DeCoteau

Tuomas Holopainen von der Band Nightwish ließ sich beim Schreiben des Songs The Poet and The Pendulum von dieser Geschichte inspirieren. Auch das Pendel, das auf dem Cover des Albums Dark Passion Play zu sehen ist, ähnelt dem von Edgar Allan Poe beschriebenen sehr.
Bereits zuvor verwendete die deutsche Band Rage die Geschichte als Thematik für einen Song, der nach dem Originaltitel The Pit and the Pendulum hieß und 1993 auf dem Album The Missing Link erschien.